# Ald
Ald je stará jednotka délky používaná v Mongolsku. Její hodnota činila přibližně 1,6 m. Odpovídala také čínské jednotce pu.

## Převodní vztahy
- 1 ald = 1,6 m = 1/2 chos ald